# Резолюція Генеральної Асамблеї ООН ES-11/7
Резолю́ція Генера́льної Асамбле́ї ОО́Н ES-11/7 «Просува́ння всеося́жного, справедли́вого та ста́лого ми́ру в Украї́ні» була ухвалена 24 лютого 2025 року Генеральною Асамблеєю ООН відкритим голосуванням країн-членів ООН, 93 з яких висловилися «за», 18 — «проти», а 65 країн «утримались». Документ наголошує на необхідності досягнення справедливого, постійного та всеосяжного миру в Україні відповідно до Статуту ООН, включаючи його принципи суверенної рівності та територіальної цілісності держав; повторює зміст попередніх резолюцій Асамблеї, вимагаючи від Росії негайно, повністю та беззастережно вивести свої війська й озброєння з території України в межах її міжнародно визнаних кордонів та припинити агресію проти України.
Разом з резолюцією ES-11/7 Генасамблея ухвалила резолюцію ES-11/8, внесену США після вступу на посаду президента Дональда Трампа місяцем раніше та чергового перезавантаження американсько-російських відносин. Проте Асамблея схвалила кілька поправок до неї, додавши формулювання, які засуджували Росію; через що США утрималися від голосування за власну, але відкориговану резолюцію та пізніше повторно внесли її на розгляд Раді Безпеки, яка зрештою її прийняла в первісному вигляді.

## Голосування
Проєкт резолюції A/ES-11/L.10, який запропонували 18 лютого 2025 року 53 держави-члени ООН (напівжирним шрифтом), ухвалили 24 лютого на 20 пленарному засіданні 11-ї надзвичайної спеціальної сесії Генеральної Асамблеї кваліфікованою більшістю присутніх як A/RES/ES-11/7:
| Голос         | Кількість | Держави-члени Організації Об'єднаних Націй |
| ------------- | --------- | --- |
| За            | 93        | Австралія, Австрія, Албанія, Андорра, Антигуа і Барбуда, Багамські Острови, Барбадос, Беліз, Бельгія, Болгарія, Боснія і Герцеговина, Бутан, Вануату, Велика Британія, Гамбія, Гаяна, Гватемала, Греція, Данія, Джибуті, Естонія, Єгипет, Індонезія, Ірландія, Ісландія, Іспанія, Італія, Йорданія, Кабо-Верде, Камбоджа, Канада, Кіпр, Коморські Острови, Кот-д'Івуар, Латвія, Литва, Ліберія, Ліхтенштейн, Люксембург, М'янма, Маврикій, Малайзія, Мальдіви, Мальта, Мексика, Молдова, Монако, Науру, Непал, Нігерія, Нідерланди, Німеччина, Нова Зеландія, Норвегія, Папуа Нова Гвінея, Перу, Південна Корея, Польща, Португалія, Румунія, Самоа, Сан-Марино, Сейшельські Острови, Сент-Кіттс і Невіс, Сент-Люсія, Сербія, Сінгапур, Словаччина, Словенія, Соломонові Острови, Сомалі, Суринам, Східний Тимор, Сьєрра-Леоне, Таїланд, Тонга, Тринідад і Тобаго, Туніс, Туреччина, Україна, Уругвай, Фіджі, Філіппіни, Фінляндія, Франція, Хорватія, Чехія, Чилі, Чорногорія, Швейцарія, Швеція, Ямайка, Японія |
| Проти         | 18        | Білорусь, Буркіна-Фасо, Бурунді, Гаїті, Екваторіальна Гвінея, Еритрея, Ізраїль, Малі, Маршаллові Острови, Нігер, Нікарагуа, Палау, Північна Корея, Росія, Сполучені Штати Америки, Судан, Угорщина, Центральноафриканська Республіка |
| Утрималися    | 65        | Алжир, Ангола, Аргентина, Бангладеш, Бахрейн, Ботсвана, Бразилія, Бруней, В'єтнам, Вірменія, Габон, Гана, Гвінея, Гондурас, Гренада, Домініканська Республіка, Ефіопія, Ємен, Замбія, Зімбабве, Індія, Ірак, Іран, Казахстан, Катар, Кенія, Киргизстан, Китайська Народна Республіка, Кірибаті, Колумбія, Коста-Рика, Куба, Кувейт, Лаос, Лесото, Ліван, Лівія, Мавританія, Малаві, Мозамбік, Монголія, Намібія, Об'єднані Арабські Емірати, Оман, Пакистан, Панама, Парагвай, Південно-Африканська Республіка, Північна Македонія, Руанда, Сальвадор, Сан-Томе і Принсіпі, Саудівська Аравія, Сент-Вінсент і Гренадини, Сенегал, Сирія, Таджикистан, Танзанія, Того, Тувалу, Уганда, Узбекистан, Федеративні Штати Мікронезії, Чад, Шрі-Ланка |
| Не голосували | 17        | Азербайджан, Афганістан, Бенін, Болівія, Венесуела, Гвінея-Бісау, Грузія, Демократична Республіка Конго, Домініка, Еквадор, Есватіні, Камерун, Мадагаскар, Марокко, Південний Судан, Республіка Конго, Туркменістан |
| Всього        | 193       | |